# Edoardo Reja
Edoardo Reja (Gorizia, 10 de outubro de 1945), também conhecido por Edy Reja, é um ex-futebolista e treinador de futebol italiano. É o atual técnico da Atalanta, clube que assumiu em 2015.

## Carreira
Na época de jogador, Reja atuou por 3 equipes: SPAL (onde chegou a jogar com Fabio Capello), Palermo e Alessandria, onde encerrou a carreira profissional. Voltou aos gramados em 1976, para defender o Benevento, pendurando as chuteiras em definitivo no ano seguinte.
Como técnico, estreou no cargo em 1979, treinando o Molinella. Seu trabalho de maior destaque foi no Napoli, que o contratou em janeiro de 2005 para o lugar de Giampiero Ventura (este último assumiria a vaga de Reja no Cagliari), conseguindo tirar os partenopei da Série C1 e conduzindo até a Primeira Divisão italiana em 2007. Em 2009, sucedeu Roberto Donadoni no comando da Lazio, onde permaneceria por 2 anos. Não comandou nenhum clube em 2013 e voltou à Lazio no ano seguinte, desta vez no lugar de Vladimir Petković.